# FC Red Bull Salzburg
FC Red Bull Salzburg là một câu lạc bộ bóng đá của Áo có trụ sở tại Wals-Siezenheim. Sân nhà của câu lạc bộ là Red Bull Arena. Câu lạc bộ còn có tên khác là FC Salzburg và là câu lạc bộ nổi tiếng nhất của nước Áo.
Trước đây FC Salzburg có tên đầy đủ là SV Austria Salzburg, trước khi bị công ty nổi tiếng của Áo là Red Bull mua lại năm 2005, bị đổi tên và thay trang phục truyền thống của câu lạc bộ là màu tím trắng thành đỏ trắng. Sự thay đổi đó khiến các cổ động viên thành lập một câu lạc bộ mới với tên gọi cũ, SV Austria Salzburg. 
Thành lập vào năm 1933, đội bóng giành chức vô địch Áo lần đầu vào năm 1994, Đó là danh hiệu vô địch đầu tiên trong 3 chức vô địch mà họ giành được trong 4 mùa giả liên tiếp. Ngoài ra câu lạc bộ còn từng lọt vào đến trận Chung kết cúp UEFA 1994. Kể từ khi đổi tên đến nay, đội bóng đã đoạt được tổng cộng 7 danh hiệu.

## Danh hiệu
Giải vô địch bóng đá Áo
- Vô địch: 1993-94*, 1994-95*, 1996-97*, 2006-07, 2008-09, 2009-10, 2011-12, 2013/14, 2014/15, 2015/16, 2016/17, 2017/18, 2018/19, 2019/20, 2020/21, 2021/22, 2022/23.[3]

Cúp bóng đá Áo
- Vô địch: 2011-12
- Á quân: 1974*, 1980*, 1981*, 2000*

Siêu cúp bóng đá Áo
- Vô địch: 1994*, 1995*, 1997*

Cúp UEFA
- Á quân: 1994*

* khi còn mang tên gọi Austria Salzburg

## Lịch sử thi đấu tại châu Âu
- Q = Vòng loại
- PO = Vòng Play-Off
- QF = Vòng tứ kết
- SF = Bán kết

| Mùa giải | Giải đấu              | Vòng đấu  | Quốc gia         | Câu lạc bộ            | Sân nhà   | Sân khách | Tổng tỉ số |
| -------- | --------------------- | --------- | ---------------- | --------------------- | --------- | --------- | ---------- |
| 1971–72  | Cúp UEFA              | 1         | România          | UT Arad               | 3–1       | 1–4       | 4–5        |
| 1976–77  | Cúp UEFA              | 1         | Thổ Nhĩ Kỳ       | Adanaspor             | 5–0       | 0–2       | 5–2        |
| 1976–77  | Cúp UEFA              | 2         | Serbia           | Crvena Zvezda         | 2–1       | 0–1       | 2–2        |
| 1980–81  | UEFA Cup Winners' Cup | 1         | Đức              | Fortuna Düsseldorf    | 0–3       | 0–5       | 0–8        |
| 1992–93  | Cúp UEFA              | 1         | Hà Lan           | Ajax                  | 0–3       | 1–3       | 1–6        |
| 1993–94  | Cúp UEFA              | 1         | Slovakia         | DAC Dunajska Streda   | 2–0       | 2–0       | 4–0        |
| 1993–94  | Cúp UEFA              | 2         | Bỉ               | Royal Antwerp         | 1–0       | 1–0       | 2–0        |
| 1993–94  | Cúp UEFA              | 3         | Bồ Đào Nha       | Sporting CP           | 3–0 (h.p) | 0–2       | 3–2        |
| 1993–94  | Cúp UEFA              | QF        | Đức              | Eintracht Frankfurt   | 1–0       | 5–4 (pen) | 6–4        |
| 1993–94  | Cúp UEFA              | SF        | Đức              | Karlsruhe             | 0–0       | 1–1       | 1–1        |
| 1993–94  | Cúp UEFA              | Chung kết | Ý                | Inter Milan           | 0–1       | 0–1       | 0–2        |
| 1994–95  | UEFA Champions League | Q1        | Israel           | Maccabi Haifa         | 3–1       | 2–1       | 5–2        |
| 1994–95  | UEFA Champions League | Bảng D    | Hy Lạp           | AEK Athens            | 0–0       | 3–1       |            |
| 1994–95  | UEFA Champions League | Bảng D    | Ý                | Milan                 | 0–1       | 0–3       |            |
| 1994–95  | UEFA Champions League | Bảng D    | Hà Lan           | Ajax                  | 0–0       | 1–1       |            |
| 1995–96  | UEFA Champions League | Q1        | România          | Steaua Bucureşti      | 0–0       | 0–1       | 0–1        |
| 1997–98  | UEFA Champions League | Q1        | Cộng hòa Séc     | Sparta Prague         | 0–0       | 0–3       | 0–3        |
| 1997–98  | Cúp UEFA              | 1         | Bỉ               | Anderlecht            | 4–3       | 2–4       | 6–7        |
| 1998     | Cúp Intertoto         | 2         | Thụy Sĩ          | St. Gallen            | 3–1       | 0–1       | 3–2        |
| 1998     | Cúp Intertoto         | 3         | Hà Lan           | Twente                | 3–1       | 2–2       | 5–3        |
| 1998     | Cúp Intertoto         | 4         | Hà Lan           | Fortuna Sittard       | 3–1       | 1–2       | 4–3        |
| 1998     | Cúp Intertoto         | 5         | Tây Ban Nha      | Valencia              | 0–2       | 1–2       | 1–4        |
| 2000     | Cúp Intertoto         | 2         | Moldova          | Nistru Otaci          | 1–1       | 6–2       | 7–3        |
| 2000     | Cúp Intertoto         | 3         | Bỉ               | Standard Liége        | 1–1       | 1–3       | 2–4        |
| 2003–04  | Cúp UEFA              | 1         | Ý                | Udinese               | 0–1       | 2–1       | 2–2        |
| 2003–04  | Cúp UEFA              | 2         | Ý                | Parma                 | 0–4       | 0–5       | 0–9        |
| 2006–07  | UEFA Champions League | Q2        | Thụy Sĩ          | Zürich                | 2–0       | 1–2       | 3–2        |
| 2006–07  | UEFA Champions League | Q3        | Tây Ban Nha      | Valencia              | 1–0       | 0–3       | 1–3        |
| 2006–07  | Cúp UEFA              | 1         | Anh              | Blackburn Rovers      | 2–2       | 0–2       | 2–4        |
| 2007–08  | UEFA Champions League | Q2        | Latvia           | Ventspils             | 4–0       | 3–0       | 7–0        |
| 2007–08  | UEFA Champions League | Q3        | Ukraina          | Shakhtar Donetsk      | 1–0       | 1–3       | 2–3        |
| 2007–08  | Cúp UEFA              | 1         | Hy Lạp           | AEK Athens            | 1–0       | 0–3       | 1–3        |
| 2008–09  | Cúp UEFA              | Q1        | Armenia          | Banants               | 7–0       | 3–0       | 10–0       |
| 2008–09  | Cúp UEFA              | Q2        | Litva            | Suduva Marijampole    | 0–1       | 4–1       | 4–2        |
| 2008–09  | Cúp UEFA              | 1         | Tây Ban Nha      | Sevilla               | 0–2       | 0–2       | 0–4        |
| 2009–10  | UEFA Champions League | Q2        | Cộng hòa Ireland | Bohemians             | 1–1       | 1–0       | 2–1        |
| 2009–10  | UEFA Champions League | Q3        | Croatia          | Dinamo Zagreb         | 1–1       | 2–1       | 3–2        |
| 2009–10  | UEFA Champions League | PO        | Israel           | Maccabi Haifa         | 1–2       | 0–3       | 1–5        |
| 2009–10  | UEFA Europa League    | Bảng G    | Ý                | Lazio                 | 2–1       | 2–1       |            |
| 2009–10  | UEFA Europa League    | Bảng G    | Tây Ban Nha      | Villarreal            | 2–0       | 1–0       |            |
| 2009–10  | UEFA Europa League    | Bảng G    | Bulgaria         | Levski Sofia          | 1–0       | 1–0       |            |
| 2009–10  | UEFA Europa League    | Vòng 32   | Bỉ               | Standard Liege        | 2–3       | 0–0       | 2–3        |
| 2010–11  | UEFA Champions League | Q2        | Quần đảo Faroe   | HB Tórshavn           | 5–0       | 0–1       | 5–1        |
| 2010–11  | UEFA Champions League | Q3        | Cộng hòa Síp     | Omonia                | 4–1       | 1–1       | 5–2        |
| 2010–11  | UEFA Champions League | PO        | Israel           | Hapoel Tel Aviv       | 2–3       | 1–1       | 3–4        |
| 2010–11  | UEFA Europa League    | Bảng A    | Anh              | Manchester City       | 0–2       | 0–3       |            |
| 2010–11  | UEFA Europa League    | Bảng A    | Ba Lan           | Lech Poznan           | 0–1       | 0–2       |            |
| 2010–11  | UEFA Europa League    | Bảng A    | Ý                | Juventus Turin        | 1–1       | 0–0       |            |
| 2011–12  | UEFA Europa League    | Q2        | Latvia           | FK Liepājas Metalurgs | 4–1       | 0–0       | 4–1        |
| 2011–12  | UEFA Europa League    | Q3        | Slovakia         | FK Senica             | 1–0       | 3–0       | 4–0        |
| 2011–12  | UEFA Europa League    | PO        | Cộng hòa Síp     | Omonia                | 1–0       | 1–2       | 2–2        |
| 2011–12  | UEFA Europa League    | Bảng F    | Slovakia         | Slovan Bratislava     | 3–0       | 3–2       |            |
| 2011–12  | UEFA Europa League    | Bảng F    | Tây Ban Nha      | Athletic Bilbao       | 0–1       | 2–2       |            |
| 2011–12  | UEFA Europa League    | Bảng F    | Pháp             | Paris Saint-Germain   | 2–0       | 1–3       |            |
| 2011–12  | UEFA Europa League    | Vòng 32   | Ukraina          | Metalist Kharkiv      | 0–4       | 1–4       | 1–8        |
| 2012–13  | UEFA Champions League | Q2        | Luxembourg       | Dudelange             | 4–3       | 0–1       | 4–4        |
| 2013–14  | UEFA Champions League | Q3        | Thổ Nhĩ Kỳ       | Fenerbahçe            | 1–1       | 1–3       | 2–4        |
| 2013–14  | UEFA Europa League    | PO        | Litva            | Žalgiris Vilnius      | 5–0       | 2–0       | 7–0        |
| 2013–14  | UEFA Europa League    | Bảng C    | Thụy Điển        | IF Elfsborg           | 4–0       | 1–0       |            |
| 2013–14  | UEFA Europa League    | Bảng C    | Đan Mạch         | Esbjerg fB            | 3–0       | 2–1       |            |
| 2013–14  | UEFA Europa League    | Bảng C    | Bỉ               | Standard Liège        | 2–1       | 3–1       |            |
| 2013–14  | UEFA Europa League    | Vòng 32   | Hà Lan           | Ajax                  | –         | –         | –          |

## Danh mục hình ảnh

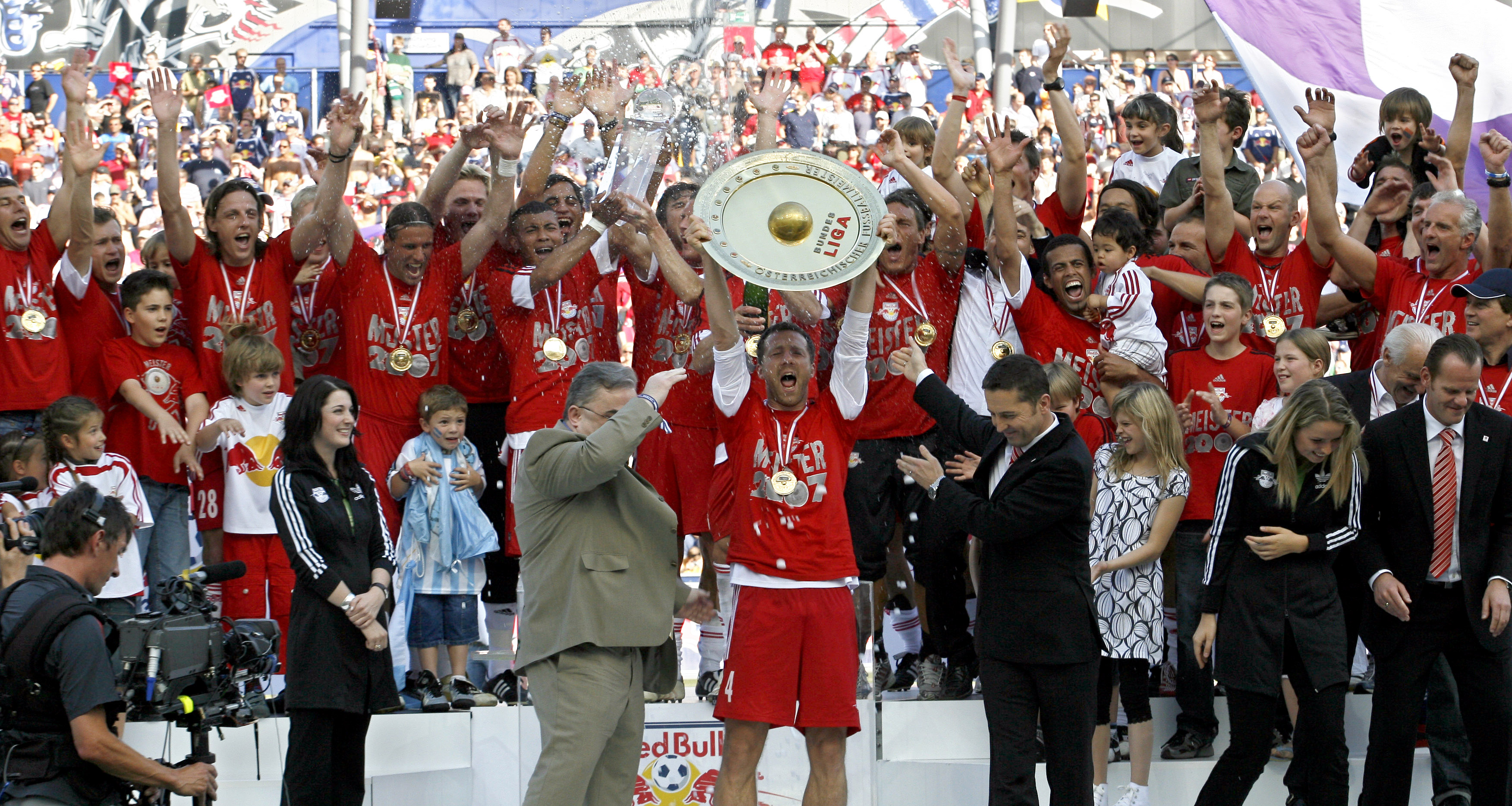
Vô địch mùa 2006–07
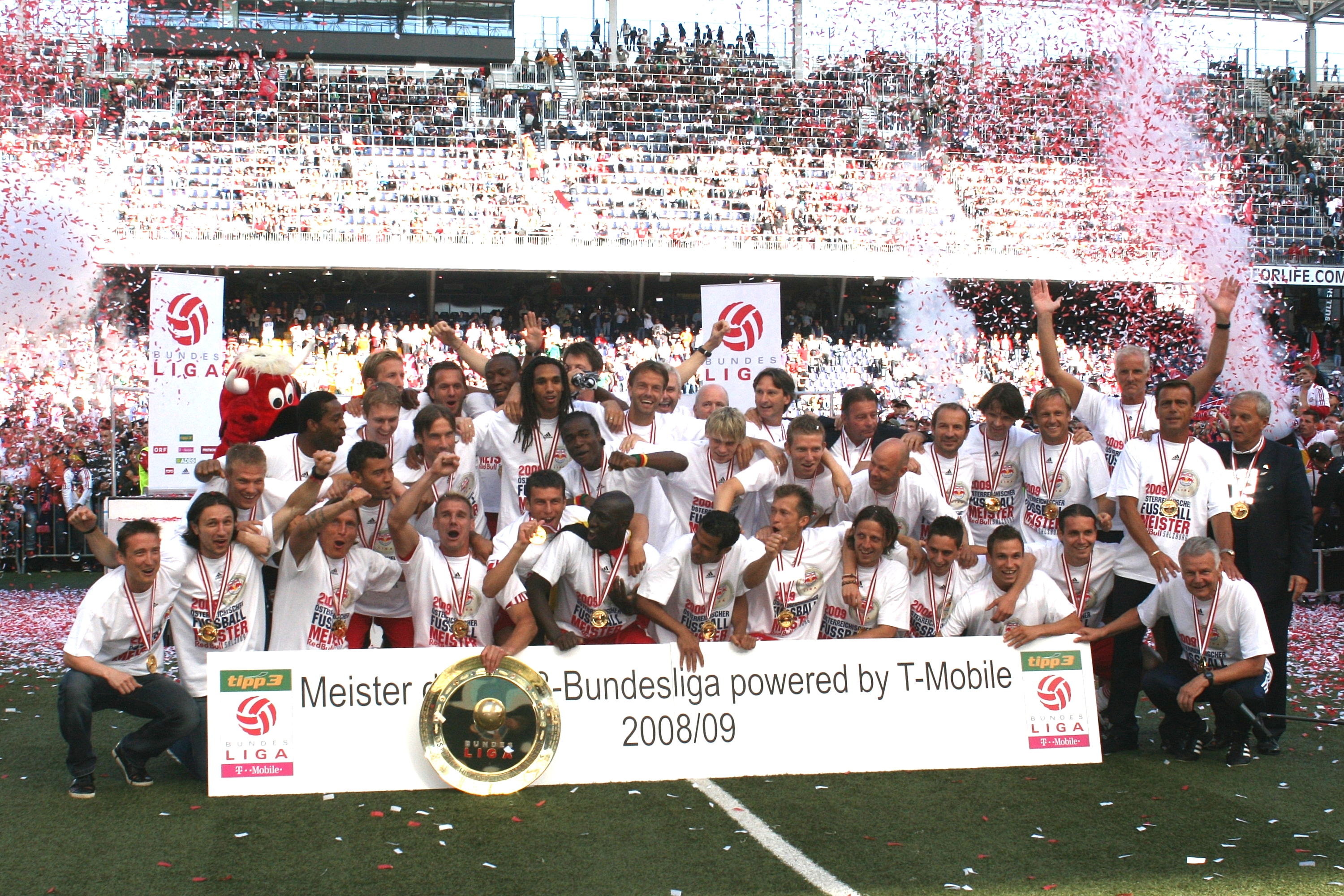
Vô địch mùa 2008–09
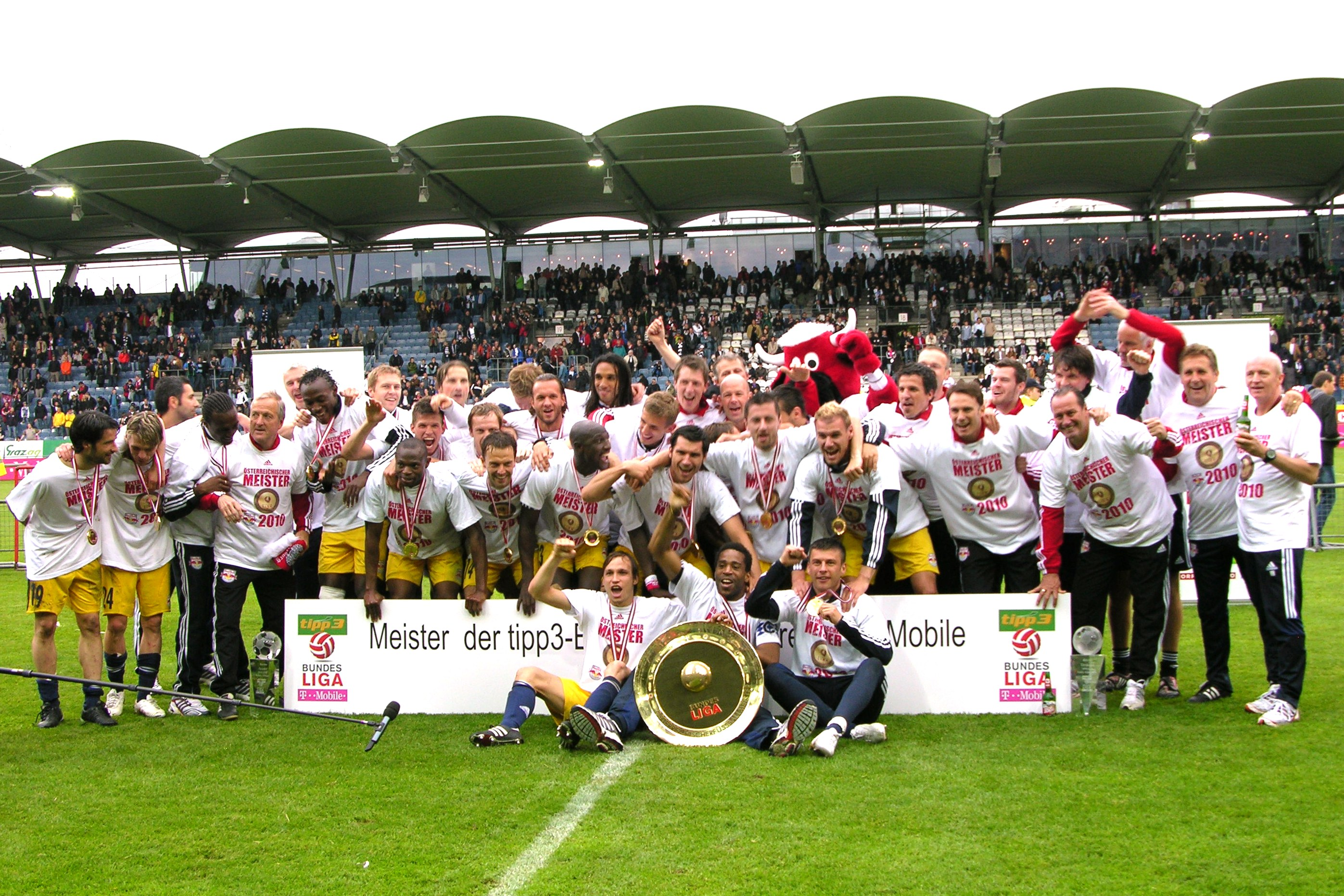
Vô địch mùa 2009–10
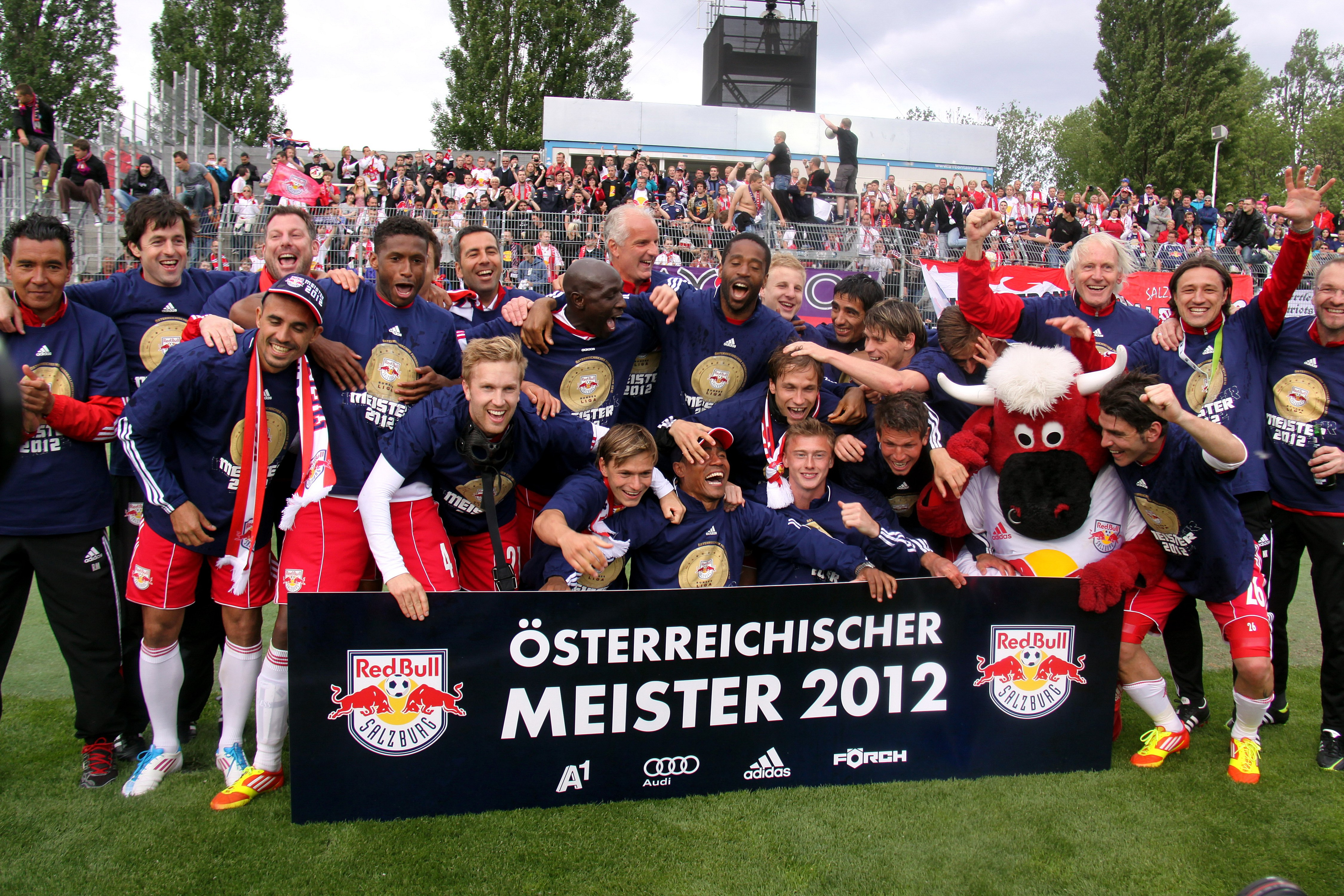
Vô địch mùa 2011–12

## Các cầu thủ

### Đội hình hiện tại
Tính đến ngày 31 tháng 8 năm 2024
Ghi chú: Quốc kỳ chỉ đội tuyển quốc gia được xác định rõ trong điều lệ tư cách FIFA. Các cầu thủ có thể giữ hơn một quốc tịch ngoài FIFA.
| Số | VT | Quốc gia    | Cầu thủ                                 |
| -- | -- | ----------- | --------------------------------------- |
| 1  | TM | Đức         | Janis Blaswich (cho mượn từ RB Leipzig) |
| 3  | HV | Serbia      | Aleksa Terzić                           |
| 4  | HV | Đức         | Hendry Blank                            |
| 5  | HV | Thụy Sĩ     | Bryan Okoh                              |
| 6  | HV | Áo          | Samson Baidoo                           |
| 7  | TV | Argentina   | Nicolás Capaldo                         |
| 8  | TV | Tây Ban Nha | Stefan Bajčetić (cho mượn từ Liverpool) |
| 10 | TV | Anh         | Bobby Clark                             |
| 11 | TĐ | Brasil      | Fernando                                |
| 14 | TV | Đan Mạch    | Maurits Kjærgaard                       |
| 15 | TV | Mali        | Mamady Diambou                          |
| 16 | TV | Nhật Bản    | Takumu Kawamura                         |
| 18 | TV | Đan Mạch    | Mads Bidstrup                           |
| 19 | TĐ | Bờ Biển Ngà | Karim Konaté                            |
| 21 | TĐ | Serbia      | Petar Ratkov                            |

| Số | VT | Quốc gia             | Cầu thủ             |
| -- | -- | -------------------- | ------------------- |
| 22 | HV | Pháp                 | Oumar Solet         |
| 24 | TM | Áo                   | Alexander Schlager  |
| 27 | TV | Pháp                 | Lucas Gourna-Douath |
| 28 | TĐ | Đan Mạch             | Adam Daghim         |
| 29 | HV | Mali                 | Daouda Guindo       |
| 30 | TV | Israel               | Oscar Gloukh        |
| 32 | TĐ | Ghana                | Edmund Baidoo       |
| 36 | HV | Thụy Điển            | John Mellberg       |
| 39 | HV | Đức                  | Leandro Morgalla    |
| 45 | TĐ | Mali                 | Dorgeles Nene       |
| 49 | TĐ | Mali                 | Moussa Yeo          |
| 55 | HV | Áo                   | Lukas Wallner       |
| 70 | HV | Bosna và Hercegovina | Amar Dedić          |
| 91 | HV | Ba Lan               | Kamil Piątkowski    |
| 92 | TM | Áo                   | Salko Hamzić        |
| —  | HV | Pháp                 | Joane Gadou         |

### Cho mượn
Tính đến 31 tháng 8 năm 2024
Ghi chú: Quốc kỳ chỉ đội tuyển quốc gia được xác định rõ trong điều lệ tư cách FIFA. Các cầu thủ có thể giữ hơn một quốc tịch ngoài FIFA.
| Số | VT | Quốc gia | Cầu thủ                                                           |
| -- | -- | -------- | ----------------------------------------------------------------- |
| —  | TM | Đức      | Jonas Krumrey (tại Lyngby đến 31 tháng 12 năm 2024)               |
| —  | HV | Brasil   | Douglas Mendes (tại Red Bull Bragantino đến 31 tháng 12 năm 2024) |
| —  | TV | Ghana    | Lawrence Agyekum (tại Cercle Brugge đến 30 tháng 6 năm 2025)      |
| —  | TV | Mali     | Gaoussou Diakité (tại FC Liefering đến 30 tháng 6 năm 2025)       |
| —  | HV | Bỉ       | Ignace Van Der Brempt (tại Como đến 30 tháng 6 năm 2025)          |
| —  | TV | Áo       | Dijon Kameri (tại Rheindorf Altach đến 30 tháng 6 năm 2025)       |

| Số | VT | Quốc gia | Cầu thủ                                                     |
| -- | -- | -------- | ----------------------------------------------------------- |
| —  | TV | Angola   | Elione (tại FC Liefering đến 30 tháng 6 năm 2025)           |
| —  | TV | Mali     | Soumaila Diabate (tại FC Liefering đến 30 tháng 6 năm 2025) |
| —  | TV | Nigeria  | Samson Tijani (tại Fredrikstad đến 31 tháng 12 năm 2024)    |
| —  | TĐ | Ý        | Nicolò Turco (tại Milan Futuro đến 30 tháng 6 năm 2025)     |
| —  | TĐ | Thụy Sĩ  | Federico Crescenti (tại FC Vaduz đến 30 tháng 6 năm 2025)   |
| —  | TĐ | Áo       | Justin Omoregie (tại TSV Hartberg đến 30 tháng 6 năm 2025)  |

### Ban huấn luyện
Tính đến 28 tháng 5 năm 2024
| Position               | Staff           |
| ---------------------- | --------------- |
| Huấn luyện viên trưởng | Pepijn Lijnders |
| Trợ lý huấn luyện viên | Vítor Matos     |
| Trợ lý huấn luyện viên | Onur Cinel      |

## Câu lạc bộ bóng đá Liefering
Kể từ năm 2012, Câu lạc bộ bóng đá Liefering, hiện đang tham gia Giải bóng đá hạng nhất Áo, đã trở thành đội bóng dự bị cho Red Bull Salzburg.

## Các huấn luyện viên FC Red Bull Salzburg
| - K. Bauer (1933–39) - Wache (1945) - Anton Janda (1946–47) - Ernst Schönfeld (1952) - Max Breitenfelder (1953) - Karl Sesta (1954–55) - Josef Graf (1955) - Gyula Szomoray (1956–57) - Günter Praschak (1957) - Franz Feldinger (1958) - Karl Humenberger (1959) - Erich Probst (1959–60) - Karl Vetter (1960–61) - Ignac Molnár (1962–63) - Günter Praschak (1965–69) - Karl Schlechta (1969–71) - Erich Hof (1971) - Michael Pfeiffer (1972) - Josip Šikić (1972–73) - Günter Praschak (1973–75) - Alfred Günthner (1975) - Hans Reich (1976) - Günter Praschak (1977) - Alfred Günthner (1977–80) - Rudolf Strittich (1980) - August Starek (5 tháng 10 năm 1980–30 tháng 6 năm 1981) - Joszef Obert (1 tháng 7 năm 1981–11 tháng 5 năm 1984) - Hannes Winklbauer (13 tháng 5 năm 1984–2 tháng 11 năm 1985) - Adolf Blutsch (6 tháng 11 năm 1985–30 tháng 6 năm 1986) - Hannes Winklbauer (1 tháng 7 năm 1986–16 tháng 4 năm 1988) | - Kurt Wiebach (18 tháng 4 năm 1988–30 tháng 6 năm 1991) - Otto Barić (11 tháng 7 năm 1991–29 tháng 8 năm 1995) - Hermann Stessl (29 tháng 8 năm 1995–2 tháng 3 năm 1996) - Heribert Weber (7 tháng 3 năm 1996–31 tháng 3 năm 1998) - Hans Krankl (2 tháng 4 năm 1998–9 tháng 1 năm 2000) - Miroslav Polak (10 tháng 1 năm 2000–30 tháng 6 năm 2000) - Hans Backe (1 tháng 7 năm 2000–10 tháng 9 năm 2001) - Lars Søndergaard (11 tháng 9 năm 2001–29 tháng 10 năm 2003) - Peter Assion (tạm quyền) (1 tháng 11 năm 2003–31 tháng 12 năm 2003) - Walter Hörmann (tạm quyền) (1 tháng 1 năm 2004–15 tháng 3 năm 2004) - Peter Assion (16 tháng 3 năm 2004–31 tháng 3 năm 2005) - Nikola Jurčević (7 tháng 3 năm 2005–18 tháng 4 năm 2005) - Manfred Linzmaier (tạm quyền) (18 tháng 4 năm 2005–30 tháng 6 năm 2005) - Kurt Jara (1 tháng 7 năm 2005–31 tháng 5 năm 2006) - Giovanni Trapattoni (1 tháng 6 năm 2006–30 tháng 4 năm 2008) - Co Adriaanse (1 tháng 7 năm 2008–15 tháng 6 năm 2009) - Huub Stevens (15 tháng 6 năm 2009–8 tháng 4 năm 2011) - Ricardo Moniz (8 tháng 4 năm 2011–12 tháng 6 năm 2012) - Roger Schmidt (1 tháng 7 năm 2012–31 tháng 5 năm 2014) - Adi Hütter (1 tháng 6 năm 2014 – 15 tháng 6 năm 2015) - Peter Zeidler (22 tháng 6 năm 2015 – 3 tháng 12 năm 2015) - Thomas Letsch (tạm quyền) (3 tháng 12 năm 2015 – 28 tháng 12 năm 2015) - Óscar García (28 tháng 12 năm 2015 – 15 tháng 6 năm 2017) - Marco Rose (23 tháng 6 năm 2017 – 20 tháng 6 năm 2019) - Jesse Marsch (20 tháng 6 năm 2019 – 30 tháng 6 năm 2021) - Matthias Jaissle (1 tháng 7 năm 2021 – 28 tháng 7 năm 2023) - Alexander Hauser (tạm quyền) (28 tháng 7 năm 2023 – 31 tháng 7 năm 2023) - Gerhard Struber (31 tháng 7 năm 2023 – 15 tháng 4 năm 2024) - Onur Cinel (tạm quyền) (15 tháng 4 năm 2024 – 15 tháng 5 năm 2024) - Pepijn Lijnders (15 tháng 5 năm 2024 – nay) |